# Léoncel
 Léoncel  là một xã thuộc tỉnh Drôme trong vùng Auvergne-Rhône-Alpes đông nam nước Pháp. Xã Léoncel nằm ở khu vực có độ cao trung bình 913 mét trên mực nước biển.